# Distrikt Chilca (Cañete)
Der Distrikt Chilca liegt in der Provinz Cañete der Region Lima im zentralen Westen Perus. Der Distrikt wurde am 2. Januar 1857 gegründet. Er hat eine Fläche von 475,47 km². Beim Zensus 2017 lebten 21.573 Einwohner im Distrikt. Im Jahr 1993 betrug die Einwohnerzahl 12.438, im Jahr 2007 14.559. Verwaltungssitz ist die 2,5 km von der Pazifikküste gelegene Stadt Chilca mit 13.920 Einwohnern (Stand 2017).

## Geographische Lage
Der Distrikt Chilca befindet sich im äußersten Norden der Provinz Cañete. Er reicht von der Küste bis etwa 38 km ins Landesinnere. Der Distrikt umfasst das untere und mittlere Einzugsgebiet des Flusses Río Chilca. Der Distrikte besitzt eine 8 km lange Küstenlinie. Im Osten erheben sich die Berge der peruanischen Westkordillere. Die Nationalstraße 1S (Panamericana) durchquert den Distrikt. Der Distrikt besteht hauptsächlich aus arider wüstenhafter Landschaft.
Der Distrikt Chilca grenzt im Nordwesten an die Distrikte Pucusana, Santa María del Mar und San Bartolo (alle in der Provinz Lima, auch Lima Metropolitana), im Nordosten an den Santo Domingo de los Olleros (Provinz Huarochirí), im Südosten an den Distrikt Calango sowie im Süden an die Distrikte Santa Cruz de Flores und San Antonio.

## Städte und Ortschaften
Im Distrikt gibt es neben dem Hauptort Chilca folgende größere Orte:
- Las Salinas (1257 Einwohner)
- Olof Palme (3059 Einwohner)
- Papa León XIII (940 Einwohner)
- 15 de Enero (1771 Einwohner)